# Лериш, Рене
Рене Лериш (полное имя — Анри Мари Рене Лериш; 12 октября 1879, Роан — 28 декабря 1955, Кассис (Буш-дю-Рон) — французский хирург и физиолог.
Лериш был специалистом в области боли, сосудистой хирургии и симпатического ствола. Он восстановил чувствительность многих людей, изуродованных во время Первой Мировой войны. Стал первым, кто заинтересовался изучением боли и практикованием малоинвазивной хирургии со настолько небольшой зоной вмешательства, насколько это возможно. Два симптома названы в его честь: альгоневродистрофия и аорто-подвздошная облитерация. У Рене Лериша было много учеников, в частности, Майкл Дебейки, Jão Cid dos Santos, René Jean Fontaine и Kunlino.

## Биография
Рене происходил из семьи лионских врачей, его отец Эрнест Лериш изучал юриспруденцию в Париже, а его мать Анна Шамюсси происходила из богатой семьи роанских текстильщиков. Рене Лериш — третий ребенок в семье, у него было шестеро братьев и сестер, среди которых был, например, скульптор Марк Лериш. Рене учился в маристском колледже. В 1893 году сдал выпускной экзамен по риторике. Тогда он решает следовать по стопам своего двоюродного деда поступить в Военную академию Сен-Сир, чтобы сделать военную карьеру. В марте 1894 г. он меняет свое решение и пишет родителям, что хочет стать хирургом. Он сдал экзамен по философии для поступления на факультет естественных наук в Лионе, где получил образование в области физики, химии и других естественных наук - диплом PCN. В 1899—1900 годах Лериш проходил военную службу в 98-м пехотном полку. В 1902 году он стал интерном, а в 1906 году — доктором медицинских наук, защитив диссертацию по методу хирургической резекции при лечении рака желудка под руководством Антонина Понсе. В Лионе он подружился с Алексисом Каррелом, которого он позже встретил в Нью-Йорке. 27 сентября 1910 года в Лионе Рене Лериш женился на Луизе Элио Каленборн. Его избранница была родом из немецкой католической семьи. Она также была врачом и стала ближайшим соратником Рене Лериша.

## Первая Мировая Война
В начале войны, он был направлен работать в хирургическом автомобиле скорой помощи в Вогезах. После короткого визита в Крей в сортировочную и регулирующую больницу, он был назначен врачом в парижском госпитале Hôpital du Panthéon. Затем он работает в Русском госпитале в отеле «Карлтон» в Ментоне. В апреле 1917 года, давно желая вернуться на фронт, Рене Лериш присоединился к Роберу Прусту и его бригаде хирургического автомобиля (Auto-chir АСА no 17). Лионский гистолог и радиобиолог Клодиус Рего пригласил Лериша приобщиться к преподаванию в Школе медицины и военной хирургии при военном госпитале HOE 4 в Булёзе, недалеко от Реймса. Эта школа стала известным центром обучения и повышения квалификации врачей и хирургов, и было решено сформировать группу из вновь прибывших американцев. Рене Лериш нашел несколько известных имен в медицине: блестящий специалист в торакальной хирургии Жан-Луи Ру-Берже, Рене Леметр, который останется в истории как создатель основных швов для зашивания ран, невролог Жорж Гиллен, лионский радиолог Тома Ножье и патолог Пьер Массон. Однако он поддерживал Павла Санти и они основали кафедру переломов и травм суставов. Молодой врач, который только что приехал, поспешил к нему навстречу: Жорж Дюамель. С помощью Павла Санти, Лериш провел очень большую исследовательскую работу по остеогенезу и был особенно заинтересован в лечении переломов с экспериментами, проведенными на кроликах. Тогда он уже начал проводить научные исследования о роли вазомоторики в месте травмы. Это требовало много гистологических срезов и столько же рентгеновских снимков или фотографий, но 3,000-местный полевой госпиталь давал ему большое количество материала. Он стал главным хирургом 28 декабря 1917 года. Во время войны, идеей Лериша было разделять обычные белые простыни, в которой привозили раненого от простынь для асептических хирургических операционных. Он выбрал синий цвет, и хирургические палаты перекрасили в синий цвет. Все простыни из операционных залов тоже стали синими: операционное белье, шапочки, маски. Цвет впоследствии был принят во всем мире, что позволяет минимизировать инфекционные заражения.

## Межвоенный период
Он стал хирургом в госпитале в Лионе в 1919 году. Пребывание в США позволило ему встретить Саймона Флекснера (который выступал за «smooth» хирургию) в Фонде Рокфеллера, а затем Уильяма Халстеда в Балтиморе, но и ряд других хирургов также имели на него влияние. В 1924 году, он был заведующим кафедрой в Страсбургском университете. Он ввел важное понятие неагрессивной хирургии. В 1925 году, во время его лекции в хирургической клинике Страсбургского университета, он сказал, что операция не должна ограничиваться коррекцией или изъятием анатомических повреждений, а должна быть направлена на лечение функциональных расстройств.
Он лечил и сделал ампутацию маршалу Жоффру.
В 1936 году он занял место скончавшегося Шарля Николя в Колледже де Франс в Париже, где возглавлял кафедру экспериментальной медицины с 1937 по 1950 год. Это позволило ему продолжить свои исследования, создавая лаборатории экспериментальной хирургии и осмысления его теории, физиологии и патологии. Лериш утверждал, что «болезнь появляется прежде всего, является функциональным отклонением от нормы».

## Вторая Мировая Война
Вернувшись в Лион после перемирия 22 июня 1940 года, он отказался от должности министра здравоохранения, которую предложил ему председатель Совета министров Франции, Филипп Петен. Он, правда, принял президентский Национальный Ордена Врача, созданный в октябре 1940 года при режиме Виши, который усилил государственный контроль организации медицинской службы, поддерживал numerus clausus (ограничение доли представителей какой-либо группы населения в общей численности студентов учебных заведений. Такие ограничения могли иметь расовое, национальное или религиозное основание) в медицинской сфере, и сыграл важную роль в исключении еврейских врачей, путями доносов и особенно за счет процесса опустошительным «свободных» практик. Через несколько лет после войны, он сказал, что он ушёл в отставку, потому что он не согласен с директивой государства. Он оправдывал свое отношение, заявив, как и другие защитники, что режим служил щитом против оккупантов. Как и много людей, которые сотрудничали с Виши, он был сильно обеспокоен и минимизировал свое участие.

## Послевоенный период
При освобождении Франции, он был исключен из официальных кругов. Тем не менее, он был избран членом Академии наук и Национальной академии медицины в 1945 году.

## Работы и публикации
- Медицинские тезисы под руководством Антонин Понсе, Резекций желудка по поводу рака: методика, результаты, непосредственные, отдаленные результаты, Лион, 1906
- Звание и научная работа, Лион, Imprimeries réunies, 1907 (читать онлайн [Архив])
- О хирургическом лечении перикардиальной симфиза и медіастінального перикардита, Бюллетень хирургического общества Лиона, Париж, Массон, январь 1911 (читать онлайн [Архив])
- Чистая асептика и физическое
- Значение йода при лечении ранений в разных стадиях. Химиотерапия и физиотерапия, Бюллетень хирургического общества Лиона, Париж, Массон (читать онлайн [архив]), январь-февраль 1916
- С асистентуванням консультанта-хирурга британских сил во Франции, лечение переломов, том 1, Лондонский Университет печати (читать онлайн [архив])
- С асистентуванням консультанта-хирурга британских сил во Франции, лечение переломов, том 2, Лондонский Университет печати (читать онлайн [архив])
- Некоторые исследования на симпатичной періартеріолі, Ежегодник по хирургии, октябрь 1921 (читать онлайн [Архив])
- Хирургии симпатической системы. Показания и результаты, Ежегодник по хирургии, сентября 1928 года (читать онлайн [Архив])
- Проблемы костно-суставных заболеваний вазомоторного происхождения. Гідрартроз и травматический артрит: Генезис и лечение", "Журнал хирургии костей и суставов, 1928 (читать онлайн [Архив])
- Listerian Idea в 1939 году, Британский медицинский журнал, 1939 (читать онлайн [Архив])
- Хирургия боли, Париж, Массон & Cie, 1940
- Surgery at the Order of Life, Paris / Aix-les-Bains, O. Zeluck, 1944
- Хирургия, дисциплина знаний, Ницца, Диана Франсез, 1949
- Артериальные аневризмы и артериовенозные свищи, Париж, Массон & Cie, 1949
- Философия хирургии, Париж, Фламмарион, Библиотека философских наук, 1951
- Воспоминания о мое мертвое жизнь, Editions du Seuil, 1956 (ISBN 2020020785)

## Эпонимы
- Операция Лериша: симпатическая денервация (или симпатэктомия) за счет артериальной декортикации для лечения артериита нижних конечностей.
- Синдром Лериша: атеросклеротическая облитерация бифуркации аорты, подвздошных и бедренных артерий с элементами воспаления - облитерирующий артериит (синдром включает перемежающуюся  хромоту, боли в мышцах ног, микроваскулярные гипоксические нарушения мягких тканей, уменьшение пульса на бедренных артериях и эректильную дисфункцию).
- Синдром Судека-Лериша или комплексный региональный болевой синдром (или альгонейродистрофия).
- Классификации Лериша и Фонтейна: 4 стадии облитерирующего артериита нижних конечностей

## Цитаты
- «Здоровье — это жизнь в тишине органов» (1936)
- «Боль не защищает человека. Она уменьшает её» (Хирургия и боль, 1940)
- «Исследования боли ведет к гуманной медицины во всех ее проявлениях» (1944)
- «Каждый хирург носит в себе маленькое кладбище, куда время от времени он ходит помолиться — место горечи и сожаления, где он должен искать объяснение своих неудач». Философия хирургии, 1951
- «Борьба с болью это износ … Соглашаться на страдания — это своего рода медленное самоубийство … И есть только одна боль, которая легко переносится, это боль других.»